# Non Abbiamo Bisogno
 Non Abbiamo Bisogno  è una lettera enciclica di papa Pio XI, promulgata il 29 giugno 1931, scritta in difesa dell'Azione Cattolica italiana in seguito ai tentativi del regime fascista di eliminarla.

## Storia
La pubblicazione dell'enciclica è successiva al decreto di scioglimento dell'Azione Cattolica promulgato da Benito Mussolini il 29 maggio 1931 e al sequestro di tutti i circoli cattolici ad opera della polizia.

## Contenuti
Nell'enciclica viene denunciato da parte dello stato «il proposito — già in tanta parte eseguito — di monopolizzare interamente la gioventù, dalla primissima fanciullezza fino all'età adulta, a tutto ed esclusivo vantaggio di un partito, di un regime» e la «persecuzione» nei confronti dell'Azione Cattolica operata a tale intento.
Nell'enciclica il Pontefice coglie l'occasione per difendere i Patti Lateranensi e arriva a concludere che il fascismo stia divenendo una dottrina totalitaria a seguito della monopolizzazione pretesa sulla gioventù:
La questione viene spiegata successivamente in questi termini:
Egli spiega infatti che sebbene la Santa Sede non avesse fino ad allora pronunciato «formali ed esplicite condanne» e avesse continuato a «credere possibili e favorire compatibilità e cooperazioni che ad altri sembrarono inammissibili», la persecuzione dell'Azione Cattolica, definita «quanto la Chiesa e il suo Capo hanno di più caro e prezioso», toglie ogni possibilità di cooperazione.
In particolare Pio XI chiarisce come non vi sia una condanna totale del fascismo, ma esclusivamente una critica alle specifiche politiche che venivano giudicate come non cattoliche, a vantaggio dei cattolici nel partito fascista e del fascismo stesso:
Crediamo poi di avere contemporaneamente fatto buona opera al partito stesso ed al regime.»
Rispondendo alle accuse di «ingratitudine» lanciate dal regime nei confronti della Chiesa, l'enciclica risponde ricordando invece che lo Stato italiano ha tratto piuttosto benefici dal credito tributato al fascismo dalla Santa Sede: